# Posse de Prudente de Morais
Prudente de Moraes e Manuel Vitorino tomaram posse como 3º Presidente do Brasil e 2º Vice-Presidente do Brasil, respectivamente, no dia 15 de novembro de 1894, em cerimônia realizada no Congresso Nacional no Rio de Janeiro, capital do Brasil. Prudente de Moraes foi o primeiro presidente do Brasil a ser eleito pelo voto direto e o primeiro presidente civil do Brasil. Sua eleição marcou o término da presença de militares no governo do país, inaugurando a representação dos interesses das oligarquias agrícolas e paulistas, sobretudo as do café.